# Cyathidium foresti
Cyathidium foresti is een zeelelie uit de familie Holopodidae.
De wetenschappelijke naam van de soort werd in 1972 gepubliceerd door Gustave Cherbonnier & Allain Guille.